# Noord-Bunun
Noord-Bunun, ook Takitudu, Taketodo, Takebakha of Takibakha, is een dialect van het Bunun. Het wordt gesproken door de Bunun in Taiwan (Azië), in bergachtige gebieden tussen 1 000 en 2 000 meter. Dit dialect wordt gesproken net ten zuiden van het Atayal-taalgebied, en het verschil met het algemenere Bunun ligt voornamelijk in de klemtoon, die hier meestal op de laatste lettergreep valt.

## Classificatie
- Austronesische talen
  - Bununtalen
    - Bunun
      - Noord-Bunun

Centraal-Bunun · Noord-Bunun · Randai · Shibukun · Takopulaans · Tondai · Zuid-Bunun